# Peyruis (tổng)
Tổng Peyruis là một tổng ở tỉnh Alpes-de-Haute-Provence trong vùng Provence-Alpes-Côte d'Azur.
Tổng này được tổ chức xung quanh Peyruis ở quận Forcalquier. Độ cao từ 332 m (La Brillanne) đến 740 m (Peyruis) với độ cao trung bình là 466 m.

## Hành chính
| Giai đoạn | Ủy viên           | Đảng | Tư cách |
| --------- | ----------------- | ---- | ------- |
| 2008-2014 | Gérard de Meester | DVG  |         |
| 2001-2008 | Francis Galizi    | UDF  |         |

## Các đơn vị hành chính
Tổng Peyruis gồm 4 xã với dân số 3 420 người (điều tra năm 1999, dân số không tính trùng)
| Xã           | Dân số | Mã bưu chính | Mã insee |
| ------------ | ------ | ------------ | -------- |
| La Brillanne | 765    | 04700        | 04034    |
| Ganagobie    | 91     | 04310        | 04091    |
| Lurs         | 347    | 04700        | 04106    |
| Peyruis      | 2 217  | 04310        | 04149    |

## Thông tin nhân khẩu
| 1962                                                     | 1968  | 1975  | 1982  | 1990  | 1999  |
| -------------------------------------------------------- | ----- | ----- | ----- | ----- | ----- |
| 2 149                                                    | 2 557 | 2 543 | 2 620 | 3 080 | 3 420 |
| Nombre retenu à partir de 1962 : dân số không tính trùng |       |       |       |       |       |